# 22189 Gijskatgert
22189 Gijskatgert este un asteroid din centura principală de asteroizi.

## Descriere
22189 Gijskatgert este un asteroid din centura principală de asteroizi. A fost descoperit pe 24 septembrie 1960 la Observatorul Palomar de Cornelis Johannes van Houten, Ingrid van Houten-Groeneveld și Tom Gehrels. Asteroidul prezintă o orbită caracterizată de o semiaxă mare de 2,34 ua, o excentricitate de 0,08 și o înclinație de 3,6° în raport cu ecliptica.